# Lyme (New Hampshire)
Lyme ist der Name einer Town im Grafton County des US-Bundesstaates New Hampshire in Neuengland. Das U.S. Census Bureau hat bei der Volkszählung 2020 eine Einwohnerzahl von 1.745 ermittelt. Lyme liegt am Connecticut River. Vom an dessen Mündung gelegenen Lyme in Connecticut hat es den Namen übernommen. Lyme gehört zu einer ganzen Gruppe von Gemeinden in New Hampshire, deren Siedlungskonzessionen 1761 ausgestellt wurden.

## Geographie

### Lage
Lyme liegt in der Dartmouth-Lake Sunapee-Region New Hampshires an der Grenze zu Vermont und damit am Connecticut River. Dessen westliche Niedrigwasserlinie bildet die Gemeinde- und die Staatsgrenze. Lyme hat eine Fläche von insgesamt 142,4 km², 139,2 km² davon sind Landfläche.

### Nachbargemeinden
Orford im Norden, Dorchester im Osten, Canaan und Hanover im Süden sowie Thetford in Vermont im Westen.

### Gemeindegliederung
Siedlungen sind Lyme und Lyme Center.

### Berge
Smart’s Mountain, 987 Meter hoch, ist die höchste Erhebung im Gemeindegebiet.

### Gewässer
Clay, der den Post Pond entwässert, Grant und Hewes Brook (letzterer im 19. Jahrhundert auch als Farfield bekannt) münden in den Connecticut. Weitere kleine Seen sind der Trout und der Pout Pond.

## Geschichte
Die erste Landzuteilung für Lyme datiert auf den 8. Juli 1761. Die ersten Siedler kamen 1764 und erreichten Lyme am 20. Mai des Jahres. Vier Jahre danach, im Jahr 1768, wurde der Versuch unternommen, die Siedlungskonzession wegen Nichterfüllung der Vertragsbedingungen für verfallen zu erklären. Einer der Eigentümer und zugleich ein Siedler reichte jedoch am 8. September des Jahres eine Petition ein, in der er darauf hinwies, das 15 Familien sich unter großen Schwierigkeiten in Lyme angesiedelt hatten, und am 25. Oktober des Jahres eine weitere, das 21 Parzellen besiedelt worden seien. Aus diesen Schriftstücken geht hervor, das Versorgungsgüter über eine Entfernung von 40 Meilen (etwa 65 Kilometer) herangeschafft werden mussten. Die Konzession wurde durch den Gouverneur verlängert. Eine Möglichkeit für die Siedler, Versorgungsgüter heranzuschaffen, war mit Flussbooten über den Connecticut. Diese brachten neben Vorräten und Ausrüstung gelegentlich auch Passagiere, unter anderem junge Männer auf dem Weg zu einer Siedlungsstelle. Die Farm, bei der die Boote anlandeten, diente als Herberge und Versorgungsstation. 1780 richtete ein Siedler eine Fähre über den Connecticut nach North Thetford ein. Diese erhielt 1784 eine staatliche Konzession, nachdem Siedler aus Lyme und Orford eine entsprechende Petition eingereicht hatten. In den frühen Jahren wurde Lyme oft und auch in offiziellen Dokumenten „Lime“ geschrieben.
Lyme hat im Vergleich mit benachbarten Gemeinden verhältnismäßig wenig Land in der Flussaue. Das höhergelegene Land war fruchtbar. Im 19. Jahrhundert gehörte Lyme zu den produktivsten Agrargemeinden New Hampshires, bekannt für seine Weizenernte und den Schafbestand, der um 1875 der größte und wertvollste von New Hampshire war. Zur Mitte des Jahrhunderts kam aus Lyme mehr Wolle als aus jeder anderen Gemeinde New Hampshires. Lyme war in 16 Schulbezirke unterteilt, hatte zwei Dörfer, zwei Kirchen, ein Postamt, eine Dampf- und mehrere wasserbetriebene Sägemühlen und zwei Gerbereien. In Vermont hatte die Connecticut and Passumpsic Rivers Railroad eine Bahnstrecke von White River Junction nach Lennoxville entlang des Connecticut gebaut und 1848 bis nach Wells River fertiggestellt. Der Bahnhof von North Thetford bediente den Verkehr nach Lyme. 1875 werden neben 9000 Schafen Ernten von 11.000 Bushel Mais und 3000 Bushel Weizen aufgezählt sowie Produktionen von 20.000 Pfund Ahornsirup und 50 Tonnen Kartoffelstärke. Aus der Holzwirtschaft kamen unter anderem 1.400.000 Fuß Säge- und Schnittholz sowie 130.000 Schindeln. Eine Kornmühle mahlte pro Jahr 14.000 Bushel Getreide. In nunmehr 14 Schulbezirken wurde durchschnittlich 20 Wochen im Jahr unterrichtet, und die Lyme Social Library hatte einen Bestand von 2800 Bänden. Die Kutschlinie nach Thetford zum Bahnhof wurde vier Mal am Tag bedient. 1885 waren von den Schulbezirken noch elf übrig geblieben. Neben den Dorfschulen gab es zwei weiterführende Schulen. Von insgesamt 295 Schüler und Schülerinnen verfolgten 38 einen höheren Abschluss, unterrichtet wurde von zwei Lehrern und 18 Lehrerinnen. In Lyme gab es zwei Postorte, Lyme und Lyme Center. In Lyme, damals allgemein Lyme Plain genannt, standen um einen rechteckigen Dorfplatz die wichtigsten Gebäude einer Gemeinde, wie die Kirche, im Osten an der höchsten Stelle, verschiedene Läden, unter anderem für Metallwaren und Mode sowie solche für den allgemeinen Bedarf, aber auch Schmiede, eine dampfbetriebene Schindelmühle, Zimmerei und Bestatter. An den vom Ortszentrum ausgehenden Straßen lagen ein Fleischmarkt und weitere Säge- wie Kornmühlen, Schmieden und Werkstätten. Um den Platz und außerhalb gab es etwa 70 Wohnhäuser und vor Ort und in der Umgebung drei Ärzte. Lyme Center, etwa zwei Meilen im Osten gelegen, hatte entlang seiner Hauptstraße Kirche, Laden, Mühle, Schmiede und Wagenbauer und etwa 25 oder 30 Wohnhäusern. Zu den Betrieben gehörten Ciderfabrikationen, holzverarbeitende Betriebe, vom Großbetrieb, der neben 1,5 Millionen Schindeln im Jahr Häuser errichtete, Hobelarbeiten und andere Einzelaufträge übernahm und Särge verkaufte, bis zu einem Hersteller von Kästen aus Birke, mit einer Jahresproduktion von 1500 Stück. Daneben gab es eine Gerberei, Steinmetz, Kutschen- und Geschirrmacher und Dreher.
Am 18. Dezember 1797 war die Büchereigesellschaft gegründet und staatlich konzessioniert worden. Mitte des 19. Jahrhunderts, nachdem ein Spender insgesamt 275 Bücher sowie 100 $ gespendet hatte, wurde die Bücherei nach ihm umbenannt. Gegen Ende des Jahrhunderts hatte sie um die 2000 Bücher.
1768 schloss sich Lyme mit Thetford zusammen, um einen Prediger bezahlen zu können. Dieser kam und war für einige Zeit in beiden Gemeinden tätig, doch aufgrund der geographischen Hindernisse erwies sich das Arrangement auf Dauer als unbefriedigend. 1771, am 21. Mai, wurde eine Gemeinde der Congregationalisten gegründet. Die Versammlungen fanden zunächst in einer Scheuen statt. In dieser wurde zwei Jahre darauf auch der erste, fest in Lyme ansässige Prediger ordiniert. Die erste Kirche wurde nach längeren Debatten über den Ort 1781 errichtet. Die baptistische Gemeinde gehörte zunächst zur Gemeinde von Hanover, ehe 1806 eine unabhängige Gemeinde in Lyme gegründet wurde. Diese Gemeinde wurde später mehrfach aufgelöst und neu gegründet. Ihr erstes Versammlungshaus entstand kurz nach Gemeindegründung. Es wurde 1830 durch einen Neubau ersetzt.

### Bevölkerungsentwicklung
| Volkszählungsergebnisse – Lyme, New Hampshire | Volkszählungsergebnisse – Lyme, New Hampshire | Volkszählungsergebnisse – Lyme, New Hampshire | Volkszählungsergebnisse – Lyme, New Hampshire | Volkszählungsergebnisse – Lyme, New Hampshire | Volkszählungsergebnisse – Lyme, New Hampshire | Volkszählungsergebnisse – Lyme, New Hampshire | Volkszählungsergebnisse – Lyme, New Hampshire | Volkszählungsergebnisse – Lyme, New Hampshire | Volkszählungsergebnisse – Lyme, New Hampshire | Volkszählungsergebnisse – Lyme, New Hampshire |
| Jahr                                          | 1773                                          | 1775                                          | 1786                                          | 1790                                          | 1800                                          | 1810                                          | 1820                                          | 1830                                          | 1840                                          | 1850                                          |
| --------------------------------------------- | --------------------------------------------- | --------------------------------------------- | --------------------------------------------- | --------------------------------------------- | --------------------------------------------- | --------------------------------------------- | --------------------------------------------- | --------------------------------------------- | --------------------------------------------- | --------------------------------------------- |
| Einwohner                                     | 241                                           | 252                                           | 502                                           | 816                                           | 1318                                          | 1670                                          | 1824                                          | 1804                                          | 1785                                          | 1617                                          |
| Jahr                                          | 1860                                          | 1870                                          | 1880                                          | 1890                                          | 1900                                          | 1910                                          | 1920                                          | 1930                                          | 1940                                          | 1950                                          |
| Einwohner                                     | 1572                                          | 1358                                          | 1313                                          | 1154                                          | 1080                                          | 1007                                          | 891                                           | 830                                           | 965                                           | 924                                           |
| Jahr                                          | 1960                                          | 1970                                          | 1980                                          | 1990                                          | 2000                                          | 2010                                          | 2020                                          | 2030                                          | 2040                                          | 2050                                          |
| Einwohner                                     | 1026                                          | 1112                                          | 1289                                          | 1533                                          | 1689                                          | 1716                                          | 1745                                          |                                               |                                               |                                               |

## Infrastruktur und Gemeindeeinrichtungen
Lyme hat seine eigene, in Vollzeit besetzte Polizeiorganisation, Feuerwehr und medizinische Notfallversorgung sind Freiwilligenorganisationen. Das nächstgelegene Krankenhaus ist das Dartmouth-Hitchcock Medical Center in Lebanon. Die Bibliothek ist die Converse Free Library vor Ort. In Lyme gibt es eine öffentliche sowie eine private Grundschule bis zur achten Klasse. Weiterführender Schulbesuch erfolgt über die Dresden-Schulkooperative oder in Thetford. Wasserver- sowie Abwasserentsorgung erfolgen privat mit Brunnen und Abwassertanks. Eine Müllabfuhr gibt es nicht. Die Müllabgabe ist kostenpflichtig, Recycling ist vorgeschrieben.

### Verkehr
Durch Lyme verläuft die New Hampshire State Route NH–10 in Süd-Nord-Richtung. Eine Anschlussstelle an den I-91 in Vermont ist etwa fünf Kilometer entfernt. Der nächstgelegene Flughafen ist der Lebanon Municipal Airport in Lebanon.